# Ctenopelma cephalciae
Ctenopelma cephalciae là một loài tò vò trong họ Ichneumonidae.